# Kirunajärvi
Kirunajärvi är en sjö i Kiruna kommun i Lappland och ingår i Kalixälvens huvudavrinningsområde. Sjön har en area på 1,71 kvadratkilometer och ligger 519 meter över havet.

## Delavrinningsområde
Kirunajärvi ingår i det delavrinningsområde (753351-168208) som SMHI kallar för Mynnar i Mettä Rakkurijärvi. Medelhöjden är 543 meter över havet och ytan är 22,12 kvadratkilometer. Det finns inga avrinningsområden uppströms utan avrinningsområdet är högsta punkten. Vattendraget som avvattnar avrinningsområdet har biflödesordning 4, vilket innebär att vattnet flödar genom totalt 4 vattendrag innan det når havet efter 345 kilometer. Avrinningsområdet består mestadels av skog (30 procent), öppen mark (24 procent) och sankmarker (37 procent). Avrinningsområdet har 2,25 kvadratkilometer vattenytor vilket ger det en sjöprocent på 9,1 procent.